# Вледнікуц
Вледнікуц (рум. Vlădnicuț) — село у повіті Ясси в Румунії. Входить до складу комуни Винеторі.
Село розташоване на відстані 329 км на північ від Бухареста, 63 км на захід від Ясс.

## Населення
За даними перепису населення 2002 року у селі проживали 132 особи, усі — румуни. Усі жителі села рідною мовою назвали румунську.